# Lettre au père

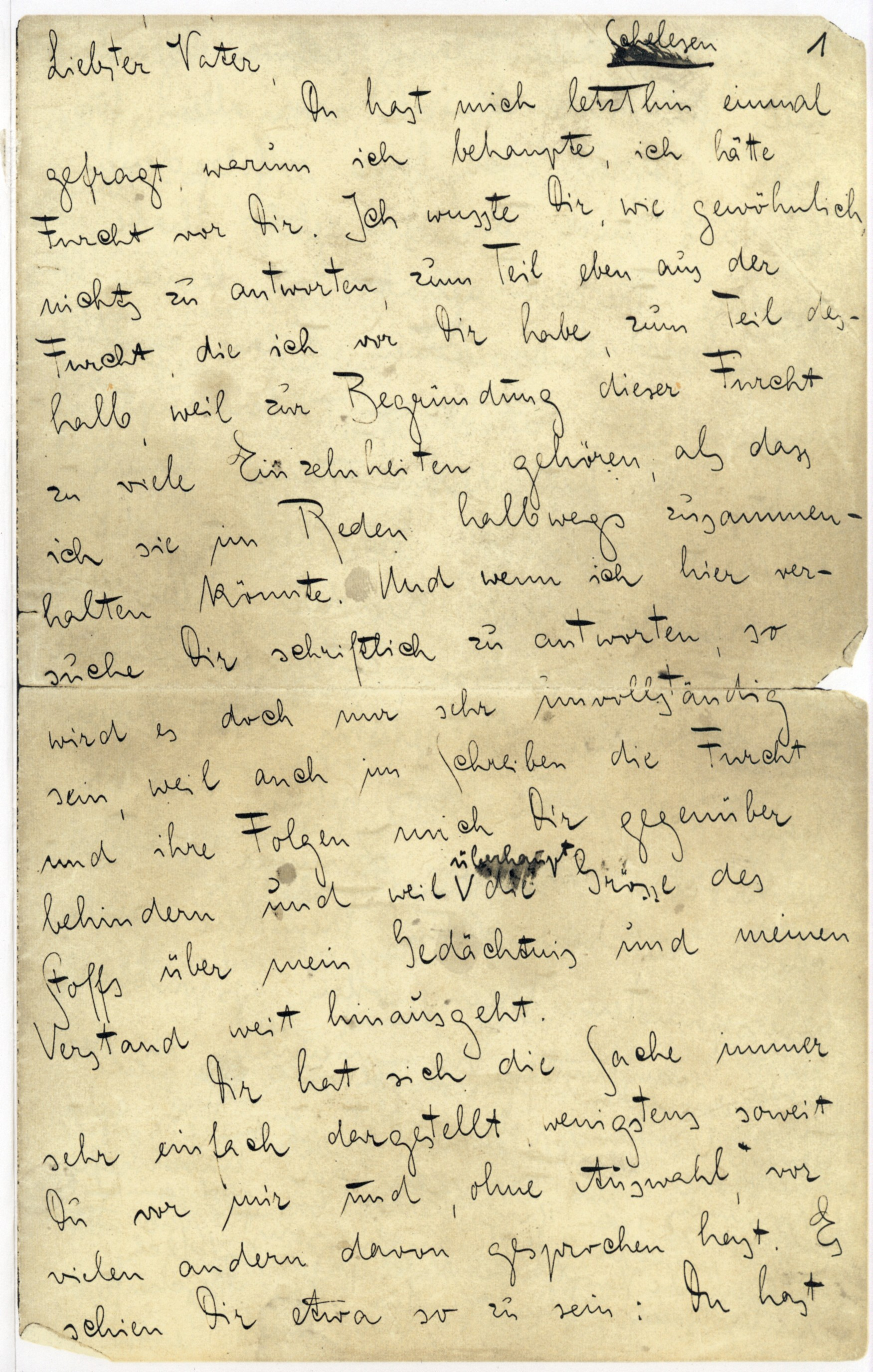
Première page du manuscrit

La Lettre au père est une lettre d'une centaine de pages manuscrites rédigée en 1919 par Franz Kafka, alors âgé de 36 ans. Dépourvue de titre, elle était adressée à son père, mais ne lui fut jamais remise. Max Brod, ami et exécuteur testamentaire de Kafka, en fit paraître une version partielle en 1937, treize ans après la mort de son auteur, puis l'intégralité en 1952, dans une revue littéraire. Cette « lettre géante » (Riesenbrief) est considérée depuis comme un document essentiel à la compréhension de l'œuvre de l'écrivain.

## Histoire
(février 2019).
- Si vous ne connaissez pas le sujet, laissez ce bandeau (vous pouvez alors contacter les auteurs).
- Si vous supprimez le contenu mis en cause (vous pouvez préalablement contacter les auteurs),

argumentez précisément cette suppression dans la page de discussion
(un manque de référence n'est pas un argument ; une recherche réelle de référence doit avoir été effectuée, être formellement documentée).
Kafka y analyse les relations complexes qu'il entretient depuis l'enfance avec son père.
Il l'écrivit à la suite du refus de son père concernant son mariage avec Julie Wohryzeck, une secrétaire de Prague. Il y décrit l'attitude de cette figure paternelle qui l'effraie et qui le domine. Ils entretiennent une relation conflictuelle; en effet, son père lui reproche un manque d'amour filial, tandis que Franz désapprouve son autorité.
Tout au long de cette lettre, Kafka, s'adressant à son père, lui dit qu'il reconnaît l'entière responsabilité de leurs rapports; c'est totalement de sa faute à lui s'ils ne s'entendent pas. Son père n'y est pour rien. Mais au fur et à mesure de la lecture, on se rend compte que Kafka critique son père ainsi que son éducation stricte de façon de plus en plus explicite.
Kafka travaillait le jour en tant que juriste dans une compagnie d'assurance et il écrivait la nuit. Pour lui, être écrivain n'est pas un métier. Il se considérait d'ailleurs comme un parasite, quelqu'un d'inutile, ne pouvant rien apporter à la société et vivant à ses crochets. Ce complexe est très bien exprimé dans son récit métaphorique La Métamorphose (1913), où un voyageur de commerce se transforme subitement en un énorme insecte répugnant et est de ce fait exclu de la société et rejeté par sa famille.
Kafka n'avait donc pas une haute opinion de lui-même; il n'avait pas la force de répondre à son père, ni même de lui désobéir. Dans sa lettre, il lui reproche son éducation trop stricte ainsi qu'un excès d'autorité. Par exemple, lorsqu'ils étaient à table, le père disait toujours qu'il ne fallait pas parler la bouche pleine, ne pas trop manger, ne pas faire de miettes, ne pas manger trop vite, etc. Kafka s'efforçait donc de satisfaire son père en respectant ses règles. Mais ce père faisait lui-même ce qu'il interdisait à ses enfants : il parlait la bouche pleine et mangeait beaucoup et vite. Kafka reproche également à son père des jugements hâtifs et dévalorisants. À chaque fois que le fils disait apprécier une personne, son père s'empressait de la rabaisser. Plus généralement il contredisait son fils en permanence. Par exemple, il voulait que Franz s'intéressât au Judaïsme et du jour où il s'y est intéressé : « le judaïsme lui devint odieux, il jugea les écrits juifs illisibles, ils le dégoûtèrent. »
Lorsque le père de Kafka parlait à ses enfants, il avait des paroles dures, blessantes, comme le jour où il dit à Kafka qu'il le « déchirerait comme un poisson ». À la fin de sa lettre, Franz Kafka imagine quelle pourrait être la réponse de son père à la lettre qu'il écrit : son père lui répondrait qu'il est inapte à la vie, pas assez fort. Kafka émit l'hypothèse que son père lui disait tout cela dans le but qu'il réagisse, qu'il se rebelle et qu'il s'affirme. Dans sa lettre, il explique à son père qu'il parle de lui dans ses romans, il y raconte tout ce qu'il ne peut pas lui dire en face.
La lettre s'achève par un message d'espoir. Kafka écrit qu'il espère que cette lettre va les apaiser et leur « rendre à tous deux la vie et la mort plus faciles ».
La Lettre au père est considérée comme une des principales clefs des œuvres de Franz Kafka. Le complexe relatif au père y est clairement exprimé. Elle éclaire l'origine d'un thème récurrent des récits de l'écrivain, le rapport difficile à une autorité déroutante et foncièrement injuste.